# 曼努埃尔·阿萨尼亚

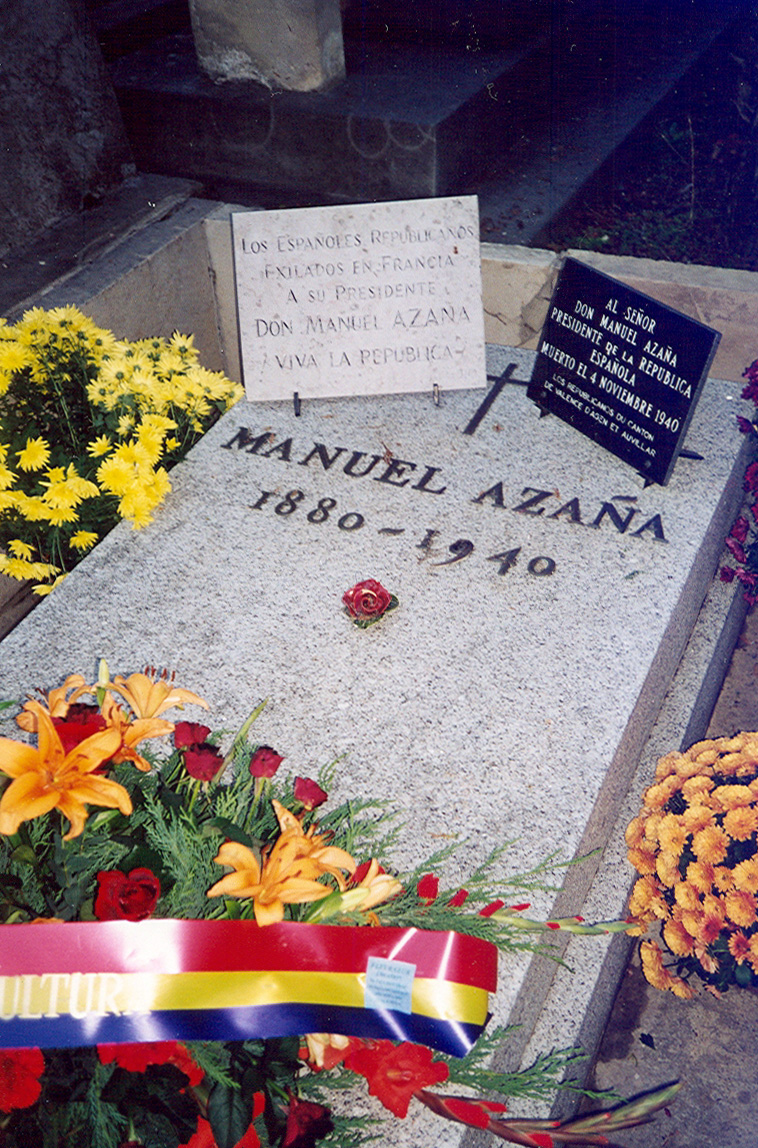
法国蒙托邦曼努埃尔·阿萨尼亚的坟墓

曼努埃尔·阿萨尼亚·迪亚斯（西班牙語： 1880年1月10日—1940年11月3日），西班牙政治家。西班牙第二共和国总理（1931–1933）和总统（1936–1939）。他试图组成温和的自由主义政府，但因西班牙内战爆发而受阻。1939年共和国失败后，他辞去总统职务逃往法国，流亡不久即去世。

## 生平
阿萨尼亚出生在一个富裕的家庭，幼年即成为孤儿。他就读于康普顿斯大学、西斯内罗斯学院（Cisneros Institute）和埃尔埃斯科里亚尔阿古斯蒂诺斯，1897年获得萨拉戈萨大学的律师执照，1900年获得康普顿斯大学的博士学位。
阿萨尼亚做过文官、新闻记者和作家。他曾翻译乔治·博罗的《圣经在西班牙》。1926年因写小说家巴莱拉的传记《巴莱拉传》而获得国家文学奖。他的长篇小说《僧侣的花园》(1927年)表达了他强烈的反教权主义的观点。
1930年阿萨尼亚组织共和行动党反对米格尔·普里莫·德里维拉将军的独裁统治，并且在圣塞巴斯蒂安公约(1930年8月)上签了名。这是共和党人、社会党人和加泰隆左派的联盟，要求国王阿方索十三世退位。
阿方索在1931年4月市政选举后出逃，三党联盟成立临时政府，4月14日阿萨尼亚出任陆军部长。在起草新宪法时，他是制定限制牧师权力、建立世俗教育、允许重新分配土地和给妇女充分的选举权等条款的幕后推动力量。
在尼塞托·阿尔卡拉-萨莫拉于1931年10月辞职后，他在1931年10月～1933年9月继任总理，他力求实施新宪法的进步条款，通过严厉的《保卫共和国法》(1931年)，残酷地对待来自牧师、军队、君主主义者和无政府主义者的反对，这使他的声望不断下降。
1933年秋中间政党和右翼政党联合将他赶下台，不久后因涉嫌唆使加泰罗尼亚暴动遭到中右翼政府的逮捕，但在审讯中被宣判无罪。
1935年阿萨尼亚组成人民阵线，在1936年2月的西班牙大选中获胜，他再度组阁，出任总理。5月10日议会决定免去阿尔卡拉-萨莫拉的总统职务，阿萨尼亚被选为总统。但他对公共秩序的恶化无能为力，这种恶化导致7月爆发西班牙内战
，他任命迭戈·马丁内斯·巴里奥为总理，企图扩大对共和政府的支持，但遭到失败，很快便失去了政策的控制，成为有名无实的总统，内战的末期政府迁移到西班牙北部，弗朗西斯科·佛朗哥在内战中取得胜利后，阿萨尼亚逃亡法国，1939年2月在巴黎宣布辞去总统职位。次年病死法国。

曼努埃尔·阿萨尼亚的总统标志(1936-1939)

## 选择书目
- Lagarrigue, Max. "Manuel Azaña en Montauban. La ultima morada del presidente de la República española, Manuel Azaña", in Azkárraga, José Ma. . Valencia: Amics del Dia de la Foto. 2001: 64–65..
- （法文） Amalric, Jean-Pierre. . Arkheia Revue. 2007. （原始内容存档于2008-12-25）.

- （法文） Amalric, Jean-Pierre. . Arkheia Revue. 2008. （原始内容存档于2008-12-24）.

- （英文） Azana, Manual. . Associated University Press. 1981.

- （英文） Cherif, Cipriano De Rivas. . Fairleigh Dickinson Univ Press. 1995.